# Straatrace

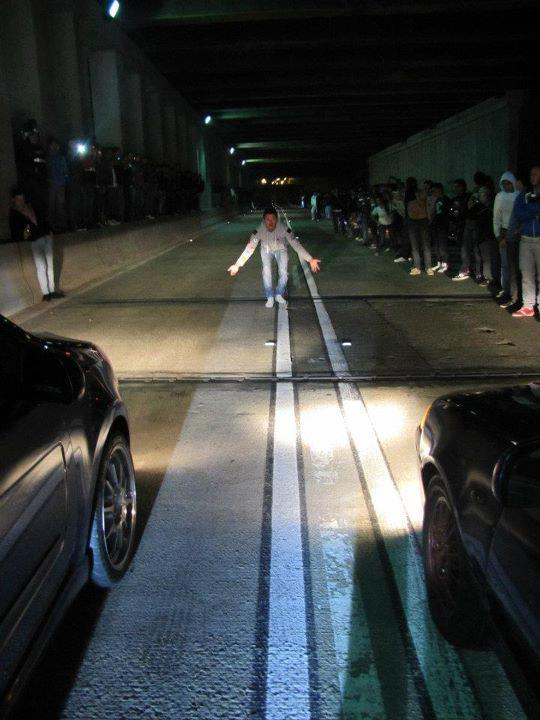
Een straatrace met een flagger en toeschouwers

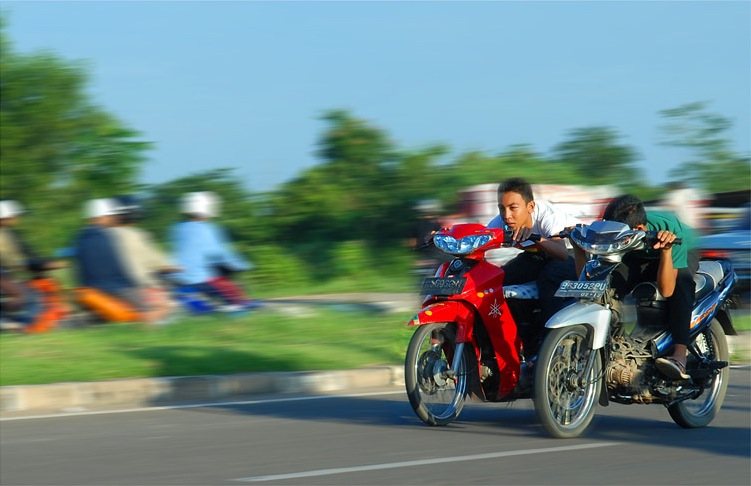
Een straatrace op motoren

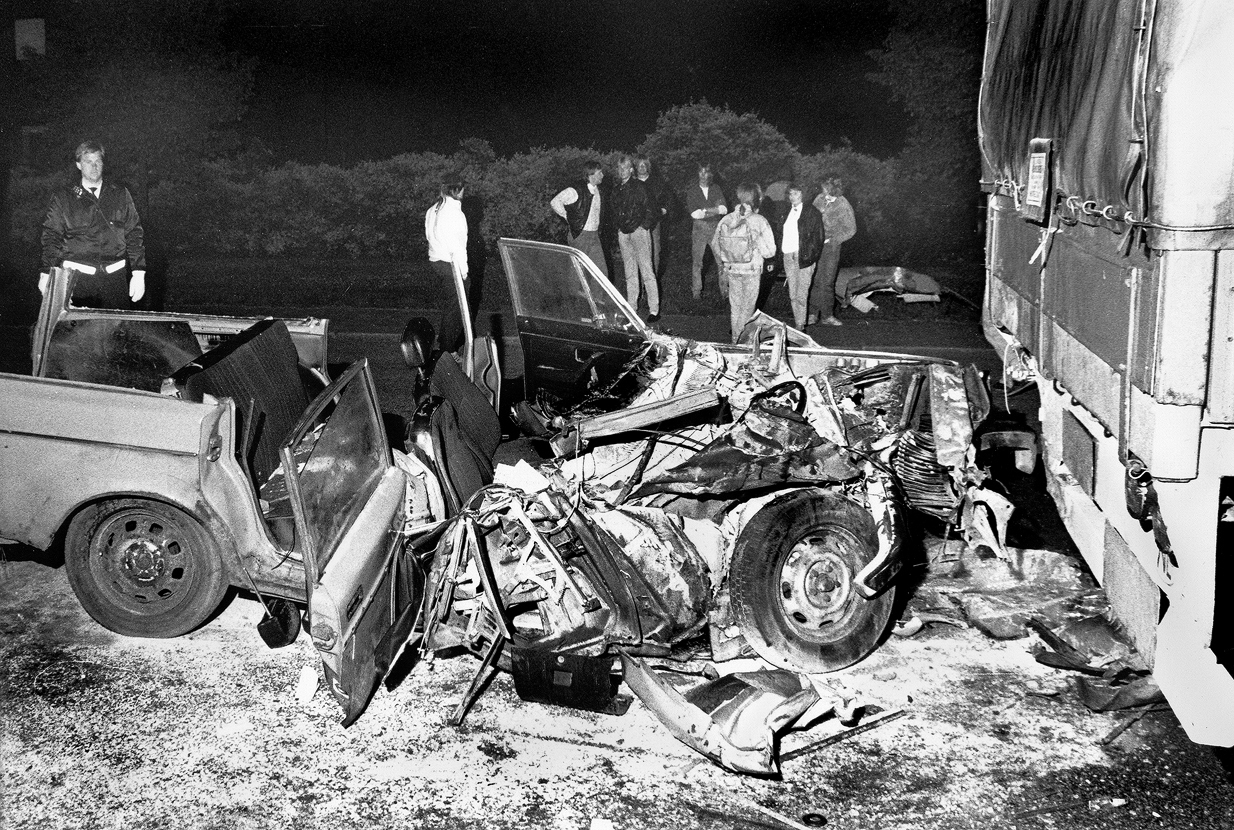
Een politieagent bewaakt het wrak na een ongeluk. Geschokte jongeren komen bijeen nadat hun 'vriend' sterft tijdens een straatrace. De auto reed met hoge snelheid tegen een geparkeerde vrachtwagen aan. Haven van Malmö 1988.

Een straatrace is een wedstrijd op de openbare weg waarbij met voertuigen de prestaties van bijvoorbeeld de bestuurders of de voertuigen vergeleken of vastgesteld wordt.

## Geschiedenis
Van oudsher vinden openbare races op straat al plaats. Vroeger werd met paarden geracet in de rensport. Dit zijn snelheidswedstrijden die met bereden paarden werden gehouden op de renbanen in het Romeinse Rijk. Zo waren ook de wagenrennen een gevaarlijke sport waarbij zowel de wagenmenner als de paarden vaak ernstig letsel opliepen tot zelfs de dood aan toe. De combinatie van sport, sensatie en de mogelijkheden tot gokken, genereerde een groot enthousiasme bij supporters.
Sinds de uitvinding van gemotoriseerde voertuigen vinden deze met de auto of, in mindere mate, met motorfietsen plaats, voornamelijk met opgevoerde of gemodificeerde (getunede) modellen. Enkele voorbeelden zijn de hot rods uit de jaren 60 van de twintigste eeuw, muscle cars in de jaren 70 en 80, en met sportauto's in de jaren nul en tien van de eenentwintigste eeuw.
Destijds koos men voor de races voor een lange, brede weg op een verlaten plek, maar ook waren drooggevallen meren of verlaten vliegvelden een favoriete plek voor de openbare races.

## Beschrijving
Straatraces vinden overal ter wereld plaats, veelal op rustige plekken of snelwegen in buitengebieden, maar ook in steden, industriegebieden of bergpassen. Vooral de variatie en toegankelijkheid van openbare wegen kan interessanter zijn voor racers dan een afgesloten circuit.
Motieven voor het deelnemen aan een straatrace kunnen zijn om het respect te winnen van andere personen, om een geschil op te lossen, of de prestaties van het eigen voertuig te demonstreren. Soms zijn er ook races uit amusementsdoeleinden of om auto's te testen nadat deze getuned zijn.
De straatrace zelf kan spontaan ontstaan of in detail worden gepland. Tijdens de georganiseerde races zijn vaak toeschouwers aanwezig, soms wel tot 500 personen. Een zogeheten flagger staat tussen de auto's in en laat de race starten door handgebaren of het laten zakken van een vlag.
Er zijn verschillende soorten races, uiteenlopend van sprints trekken, een circuit voltooien, tot driften tussen voorwerpen. Ook is gokken op een favoriete deelnemer een inherent onderdeel van de straatrace.
Het verschil met een dragrace is dat deze op een afgesloten circuit op korte afstanden van meestal 200 of 300 meter worden gereden en vooral draaien om de zogenaamde stoplichtsprintjes. Ook worden er hele competities in het dragracen gehouden en zijn er regels voor de veiligheid van de racers en voertuigen.
In de meeste Europese landen zijn straatraces verboden en dus illegaal. Bij het deelnemen aan een race kunnen zware boetes, rijverboden en gevangenisstraffen worden opgelegd. De risico's van straatracen zijn niet gering en kunnen leiden tot verkeersongevallen, ernstig letsel, invaliditeit en zelfs overlijden. De politie waarschuwt regelmatig voor de gevaren hiervan.

## Populaire voertuigen
Enkele voorbeelden van populaire auto's die volgens de website Slashgear voor het straatracen in 2024 worden gebruikt zijn:
- BMW 3-serie
- Chevrolet Camaro
- Honda Civic Type-R
- Honda NSX
- Mercedes-AMG
- Nissan GT-R
- Subaru Impreza WRX

## Media
Straatraces hebben invloed gehad op het maken van vele films, televisieseries en computerspellen, die omgekeerd weer hebben gezorgd voor een toename van de populariteit van de races. Voorbeelden van media die als hoofdthema straatracen hebben:
- American Graffiti (1973)
- Baby Driver (2017)
- Death Race (2008)
- Drive (2011)
- Forza Horizon
- Grand Theft Auto
- Midnight Club
- Need for Speed
- Pinks (2005, televisieserie)
- Redline (2007)
- Street Outlaws (2013, televisieserie)
- Taxi (1998)
- The Fast and the Furious
- Wangan Midnight